# Aktor niezawodowy

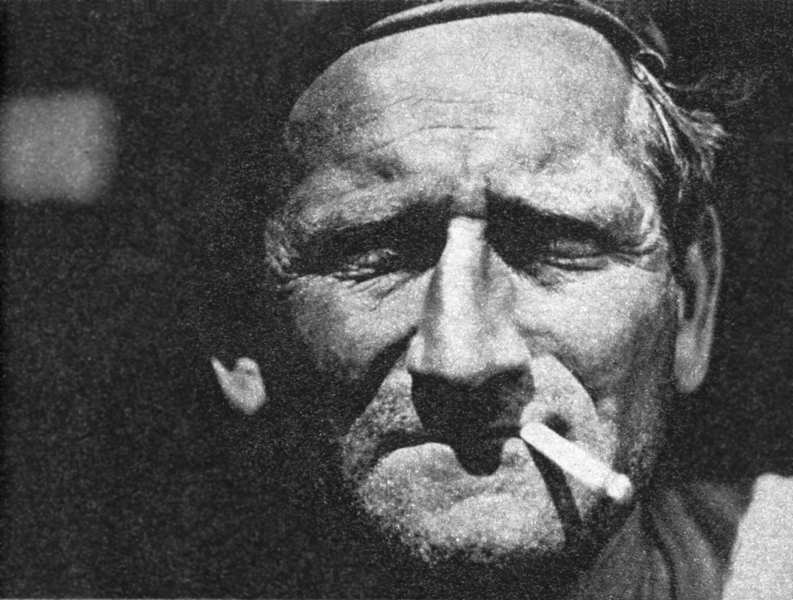
Jan Himilsbach, polski aktor niezawodowy znany z takich filmów jak Rejs (1970), Trzeba zabić tę miłość (1972), czy Przepraszam, czy tu biją? (1976)

Aktor niezawodowy, in. naturszczyk (ros. натурщик ‘model’) – nieprofesjonalny odtwórca roli aktorskiej w filmie. Udział aktorów niezawodowych charakterystyczny był dla pewnych gatunków oraz nurtów w historii kinematografii (m.in. radziecka szkoła montażu, neorealizm włoski, czechosłowacka nowa fala). Wykorzystanie aktorów niezawodowych ma na celu zaakcentowanie realizmu opowiadanej historii, a także uwypuklenie cech postaci typowych dla danego środowiska, grupy zawodowej, klasy społecznej itp.
Wielu twórców w historii kina preferowało pracę z naturszczykami. Radziecki teoretyk Lew Kuleszow uważał, że aktor filmowy musi być aktorem niezawodowym, pozbawionym sztuczności charakterystycznej dla profesjonalnych aktorów teatralnych. Jego bliski współpracownik, Siergiej Eisenstein, obsadzał w swoich filmach przeważnie aktorów nieprofesjonalnych, posługując się zasadą typażu – np. wybrał do roli lekarza w filmie Pancernik Potiomkin robotnika fizycznego, ponieważ ten swoim wyglądem i sposobem poruszania się przywodził na myśl, zdaniem reżysera, osobę wywodzącą się z inteligencji. Podobną strategię przyjęli filmowcy włoskiego neorealizmu. Francuski reżyser Robert Bresson również pracował przeważnie z aktorami niezawodowymi – nazywał ich „modelami” i wybierał ich nie przez wzgląd na zdolności aktorskie, a wygląd zewnętrzny.
Wybrane przykłady filmów ze znaczącymi rolami naturszczyków:
- Pancernik Potiomkin (1925), reż. Siergiej Eisenstein[4]
- Finis Terrae (1929), reż. Jean Epstein[6]
- Złodzieje rowerów (1948), reż. Vittorio De Sica[2]
- Dziennik wiejskiego proboszcza (1951), reż. Robert Bresson[5]
- Los Golfos (1960), reż. Carlos Saura[7]
- Pali się moja panno (1967), reż. Miloš Forman[2]
- Rejs (1970), reż. Marek Piwowski[2]
- Szatańskie tango (1994), reż. Béla Tarr[8]
- Ida (2013), reż. Paweł Pawlikowski